# LZB

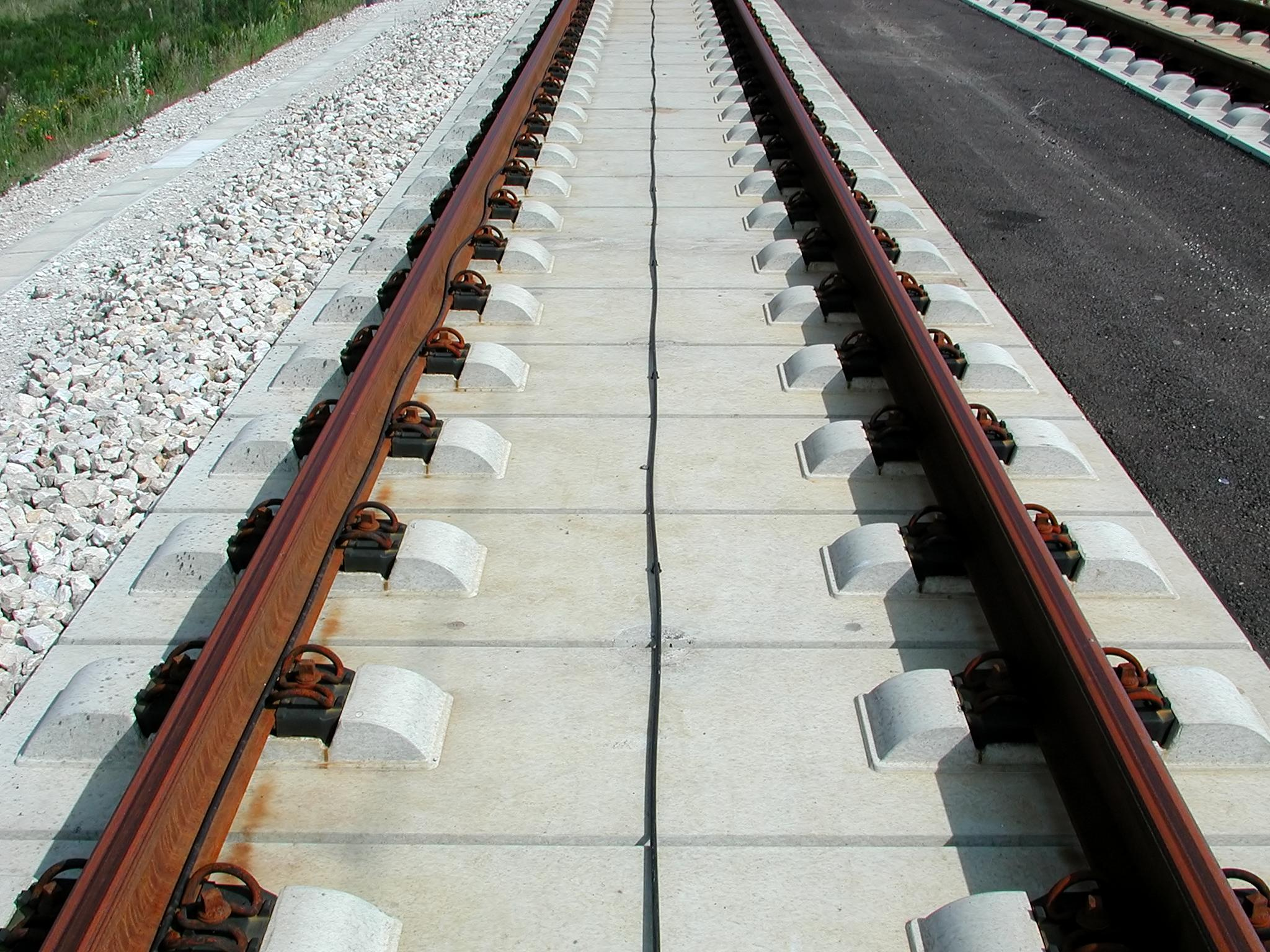
LZBの誘導ケーブル

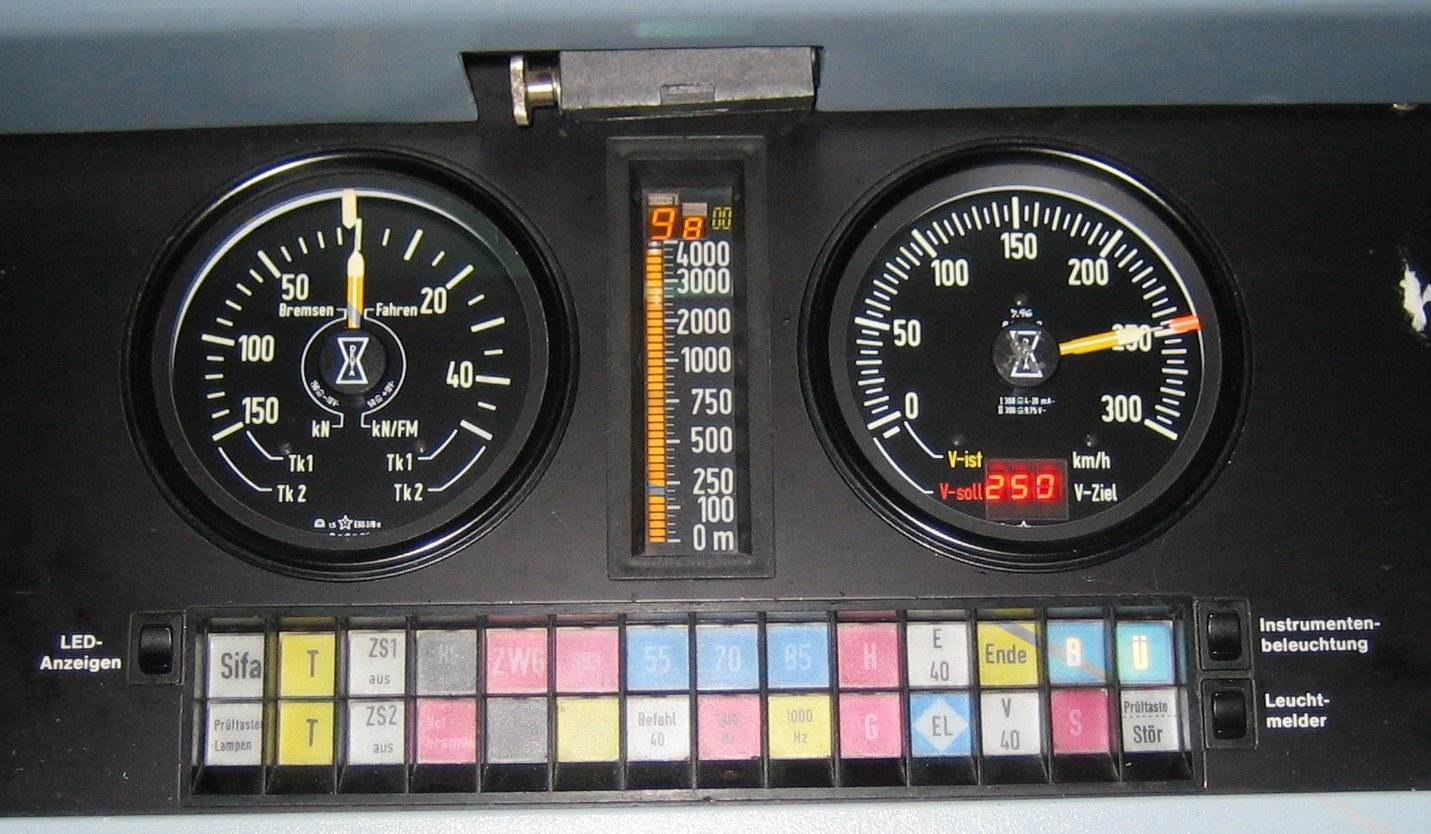
目標速度250km/h、目標距離が9.8kmと表示されたICE 2の計器

LZB（de:Linienzugbeeinflussung、連続列車制御装置れんぞくれっしゃせいぎょそうち）は、スピードシグナルや自動列車制御装置の概念に近い車内信号方式の鉄道における信号保安装置の一種である。
ドイツ鉄道、スイス連邦鉄道（スイス国鉄）、オーストリア連邦鉄道（オーストリア国鉄）、スペインのAVEなどの幹線や高速鉄道路線で使用されている。ドイツでは最高速度160km/h、スペインでは200km/h以上の高速運転を行う路線で使用が義務付けられているが、若干速度が遅い路線でも線路容量を上げるために使用されている。
2021年末の時点で、ドイツ鉄道網の33,288kmのうち、LZBが設置されているのは2,609kmである。ドイツ鉄道のLZB設置区間は2030年頃までにETCSへの更新が完了する予定である。

## 機能
LZBでは、線路上に敷設された交差誘導ケーブルを介して常に車両と情報の送受信を行っており、車両は位置と速度を報告する。これにより、列車は先行列車までの距離や先方にある速度制限の情報を取得する。日本の自動列車制御装置とは異なり、速度制限や先行列車との間隔に応じて移動閉塞に似た速度制御を行い、保安度を高めている。また、AFB（自動加速・減速制御）と組み合わせることで、自動運転に近い制御を行うことが可能である。
運転台のLZB機器は、許容速度、目標速度、次の制限速度に切り替わる地点までの距離を表示する。
当初は4.9km先まで計測可能のものであったが、ICEの運行開始に伴い9.8km先まで計測可能な高速運転に対応したものが開発されている。ケルン-ライン＝マイン高速線ではLZB CE IIと呼ばれる300km/h超の高速運転に対応したシステムが採用されており、9.8kmの計測範囲を大きく超え距離に限定されること無く先まで読めるようになっている。